# Boulages
Boulages é uma comuna francesa na região administrativa de Grande Leste, no departamento de Aube. Estende-se por uma área de 11,54 km². Em 2010 a comuna tinha 223 habitantes (densidade: 19,3 hab./km²).